# Leptothorax faberi
Leptothorax faberi is een mierensoort uit de onderfamilie van de Myrmicinae. De wetenschappelijke naam van de soort is voor het eerst geldig gepubliceerd in 1983 door Buschinger.